# Stefan Lauber
Stefan Lauber (Schaffhausen, 23 de junio de 1953) es un jinete suizo que compitió en la modalidad de salto ecuestre.
Ganó una medalla de bronce en el Campeonato Mundial de Saltos Ecuestres de 1994 y dos medallas de oro en el Campeonato Europeo de Saltos Ecuestres, en los años 1993 y 1995.

## Palmarés internacional
| Campeonato Mundial | Campeonato Mundial     | Campeonato Mundial | Campeonato Mundial |
| Año                | Lugar                  | Medalla            | Categoría          |
| ------------------ | ---------------------- | ------------------ | ------------------ |
| 1994               | La Haya (Países Bajos) | Medalla de bronce  | Por equipos        |
| Campeonato Europeo |                        |                    |                    |
| Año                | Lugar                  | Medalla            | Categoría          |
| 1993               | Gijón (España)         | Medalla de oro     | Por equipos        |
| 1995               | San Galo (Suiza)       | Medalla de oro     | Por equipos        |